# The Marine 6: Close Quarters
The Marine 6: Close Quarters è un film del 2018 diretto da James Nunn.
Film d'azione uscito in America direttamente in home video; è il sesto della serie The Marine, il quarto e ultimo dove il protagonista è The Miz nei panni di Jake Carter, dopo Presa mortale - Il nemico è tra noi, The Marine 4: Moving Target e Presa mortale 5 - Scontro letale. 

## Trama
Jake Carter e il suo partner Luke Trapper si imbattono in una ragazza che viene usata come leva in un caso giudiziario che è stato rapito dal gangster irlandese Maddy Hayes mentre visitava Graham in una fabbrica di birra in disuso. Sentono un urlo ed entrano nella stanza per vedere Hayes e i suoi scagnozzi che la tengono in ostaggio. Hayes uccide Graham e ne segue una lotta.
Jake e il suo partner Luke cercano di mantenere viva la ragazza rapita e di fuggire da una vecchia fabbrica di birra. Combattono con gli scagnozzi che lavorano con Maddy Hayes.
Alla fine gli scagnozzi e Maddy Hayes mettono Jake e Luke in una grotta sotto il birrificio. Jake viene colpito e ferito. Jake si sacrifica correndo verso i nemici uccidendone il maggior numero possibile prima che gli sparassero più volte e Maddy Hayes lancia un coltello nel cuore di Jake, uccidendolo. Il compagno di Jake, Luke, segue Maddy Hayes e i suoi uomini rimanenti su una barca dove tengono la ragazza rapita. Luke uccide gli uomini di Maddy e quindi impegna i salti sulla barca, uccidendo l'ultimo scagnozzo. Si impegna quindi in un combattimento corpo a corpo con Maddy sulla barca: Luke riesce a uccidere Maddy posizionando una corda attorno a lui collegata a un'ancora e la getta giù dalla barca causando l'annegamento di Maddy nell'acqua. La polizia e i paramedici si presentano e Luke saluta l'amico defunto Jake. Luke e la ragazza rapita si allontanano dal birrificio mentre il cadavere di Jake viene portato via in un'ambulanza.

## Distribuzione
In italia, il film è stato distribuito solamente in formato digitale, e non ha ancora avuto passaggi televisivi.